# Vendredi ou un autre jour
Vendredi ou un autre jour is een Belgisch-Franse langspeelfilm van Yvan Le Moine uit 2005. Het scenario is geïnspireerd door de roman Vendredi ou les Limbes du Pacifique van Michel Tournier uit 1967, een werk bekroond met de Grand Prix du roman de l'Académie française. De film met in de hoofdrollen Philippe Nahon en Alain Moraïda werd gedraaid op La Réunion. Op het Internationaal filmfestival van Locarno in 2005 kreeg de film de Boccalinoprijs. In België wonnen George Van Dam voor de Beste muziek en Danny Elsen voor de Beste cinematografie de Joseph Plateauprijs 2005.

## Verhaal
De roman, en de film, zijn een variatie op het bekende verhaal van Robinson Crusoë en Vrijdag, evenwel met meer aandacht voor deze laatste. In de 18e eeuw strandt een bekend Frans theateracteur,  Philippe de Nohan (rol van Philippe Nahon), na een schipbreuk als enige menselijke overlevende op een schijnbaar onbewoond eiland. De scheepshond Tenn houdt hem gezelschap. Een deel van de theaterattributen, decors en kostuums waarmee hij op reis was, strandt aan waarmee hij zijn eigen theater bouwt. Hij heeft waanbeelden over zijn moeder, zijn succes als acteur. Enige jaren later redt hij Vrijdag die achtervolgd wordt door kannibalen. Hij behandelt Vrijdag als zijn slaaf, en bouwt zo zijn eigen minikolonie op. Maar meer en meer krijgt hij bewondering voor de handelingen van Vrijdag die op het eiland overleven mogelijk maakt en wordt hun relatie menselijker en warmer.

## Rolverdeling
| Acteur               | Personage                    |
| -------------------- | ---------------------------- |
| Philippe Nahon       | Philippe de Nohan            |
| Alain Moraïda        | Vendredi                     |
| Ornella Muti         | de moeder van Philippe Rohan |
| Hanna Schygulla      | de materiaalbewaarster       |
| Philippe Grand'Henry | Joseph                       |
| Jean Hermann         | de pastoor                   |
| Jean-Paul Ganty      | Tristan                      |
| Valérie D'Hondt      | de meid                      |
| Frédéric Guillaume   | de bakker                    |
| Manuela Servais      |                              |
| Idwig Stephane       |                              |
| Jean-Yves Tual       | als zichzelf                 |